# N-240
L'N-240 és una carretera estatal de categoria nacional que uneix Tarragona amb Bilbao, passant per Lleida, Osca, Pamplona i Vitòria. La seva longitud és de 550 km aproximadament, i està dividida en tres trams: Tarragona-Osca, Jaca-Irurtzun i Vitòria-Galdakao. Entre Osca i Jaca està encavalcada amb l'N-330, i entre Irurtzun i Vitòria segueix el recorregut de les autovies A-10 i A-1. En el seu recorregut s'estan projectant les autovies A-27 (Tarragona-Montblanc), A-22 (Lleida-Osca) i A-21 (Osca-Pamplona).